# Robina Muqimyar
Robina Muqimyar, conosciuta come Robina Jalali (in arabo روبینا مقیم‌یار‎?; Kabul, 3 luglio 1986), è una politica ed ex velocista afghana.

## Biografia
Nata a Kabul in Afghanistan, è una di nove figli (sette femmine e due maschi). Il padre era un uomo d'affari nel settore informatico che ora gestisce un'azienda non-profit che insegna alle donne afghane come cucire. È stata istruita a casa durante l'era dei talebani, quando la scuola per le ragazze era proibita. Ha potuto frequentare la scuola dopo la caduta dei talebani nel 2001. Descrivendo la vita sotto i talebani, ha detto: "Non c'era niente da fare per noi ragazze sotto i talebani. Non potevi andare a scuola. Non potevi giocare, non potevi fare niente. Stavi semplicemente a casa tutto il tempo." 
Nel 2004 è stata una delle prime due donne a rappresentare l'Afghanistan ai Giochi olimpici, gareggiando insieme alla judoka Friba Rezayee ai Giochi della XXVIII Olimpiade del 2004 ad Atene. Ha partecipato ai 100 metri piani, correndo indossando lo hijab una maglietta e i pantaloni lunghi stabilendo il record nazionale.
Inizialmente non avrebbe dovuto competere ai Giochi della XXIX Olimpiade del 2008 a Pechino, ma si è unita alla delegazione afghana  dopo che la velocista Mehboba Ahdyar ha lasciato il suo campo di allenamento a giugno per cercare asilo politico in Norvegia.  Ha gareggiato nei 100 metri piani, classificandosi ottava e ultima con un tempo di 14"80.
Nel 2010 si è candidata come indipendente, su una piattaforma di uguaglianza dei diritti per le donne e i giovani, alle elezioni parlamentari del settembre 2010, ma non è stata eletta.
Si è candidata alle elezioni successive del 2018, venendo eletta con 1,259 voti, Il suo mandato è stato interrotto dalla caduta del governo afghano il 15 agosto 2021, perché i talebani hanno preso il potere.
Nel 2018 è diventata vice-presidente Comitato Olimpico Nazionale dell'Afghanistan specializzato in questioni legate alle donne nello sport.  Nel gennaio 2020, dopo aver ricevuto il massimo possibile di 30 voti dai delegati, è stata eletta capo della Federazione nazionale afghana di atletica leggera (ANAF).

## Palmarès
| Anno                                | Manifestazione | Sede    | Evento      | Risultato | Prestazione | Note   |
| ----------------------------------- | -------------- | ------- | ----------- | --------- | ----------- | ------ |
| In rappresentanza dell' Afghanistan |                |         |             |           |             |        |
| 2004                                | Olimpiade      | Atene   | 100 m piani | Batteria  | 14"14       | [ 13 ] |
| 2008                                | Olimpiade      | Pechino | 100 m piani | Batteria  | 14"80       |        |
| 2009                                | Mondiali       | Berlino | 100 m piani | Batteria  | 14"24       |        |